# 도노미촌
도노미촌(富海村)은 야마구치현 사바군에 설치되었던 촌이다. 현재의 호후시에 해당한다.

## 역사
- 1889년 4월 1일 - 정촌제 시행에 의해 근세이후의 도노미촌이 단독으로 자치체를 형성하였다.
- 1954년 4월 1일 - 호후시에 편입, 동일 도노미촌은 폐지되었다.